# Mark Flekken
Mark Flekken (Kerkrade, 13 de junho de 1993) é um futebolista neerlandês que atua como goleiro. Atualmente, joga pelo Bayer Leverkusen e pela Seleção Neerlandesa de Futebol.

## Carreira

### Alemannia Aachen e Greuther Fürth
Flekken começou sua carreira no departamento de jovens do RKVV WDZ de Bocholt antes de se mudar para a academia de jovens do Roda JC Kerkrade. Em 2009, ele se mudou para o outro lado da fronteira para as equipes de jovens do então clube da 2. BundesligaAlemannia Aachen. Em 22 de setembro de 2011, ele assinou seu primeiro contrato profissional.
Durante as férias de inverno da temporada 2012-13 da 3. Liga, Flekken foi nomeado goleiro titular pelo técnico René van Eck depois que o clube com problemas financeiros se separou de Michael Melka. Flekken fez sua estreia em 26 de janeiro de 2013 em um jogo em casa por 2 a 0 contra o 1. FC Saarbrücken.
Antes da temporada 2013-14, Flekken mudou-se para o clube da 2. Bundesliga, SpVgg Greuther Fürth. Lá, ele fez apenas quatro aparições na liga em três anos como goleiro reserva atrás de Wolfgang Hesl e Sebastian Mielitz.

### MSV Duisburg
Flekken assinou com o MSV Duisburg em 12 de junho de 2016. Em 7 de agosto de 2016, ele marcou um gol, após um escanteio, no empate por 1 a 1 contra o VfL Osnabrück, quando foi para a área oposta no último minuto.

### SC Freiburg
Flekken se juntou ao SC Freiburg para a temporada 2018-19. Reserva de Alexander Schwolow durante toda a temporada, ele fez sua estreia na última rodada da temporada 2018-19 contra o 1. FC Nürnberg. Após a saída de Schwolow antes do início da temporada 2020-21, ele foi nomeado o novo titular, mas logo depois sofreu uma lesão complicada no cotovelo durante o aquecimento para a partida da DFB-Pokal contra o SV Waldhof Mannheim, que o deixou de fora por toda a temporada. Enquanto isso, ele foi substituído no gol por Florian Müller, que estava emprestado do Mainz 05. Ele voltou como titular no gol em 9 de maio de 2021; antes disso, ele havia recuperado a prática de jogo com o Freiburg II na Regionalliga Südwest.
Flekken começou a temporada 2021-22 como o goleiro titular indiscutível e, após dez jogos consecutivos sem derrota, viu o time na terceira colocação da liga, para a qual ele contribuiu com a melhor taxa de chutes defendidos da liga.

### Brentford
Em 31 de maio de 2023, Flekken assinou com o Brentford, clube da Premier League, por uma taxa relatada de £11 milhões. Fez sua estreia em um empate contra o Tottenham Hotspur de 2 a 2.
Bayer Leverkusen
No dia 3 de junho de 2025, Flekken foi anunciado como novo atleta do Bayer Leverkusen.

## Carreira internacional
Flekken foi convocado para a Seleção Neerlandesa para as partidas de Eliminatórias da Copa do Mundo FIFA de 2022 contra Montenegro e Noruega, em 13 e 16 de novembro de 2021, respectivamente.
Flekken fez sua estreia internacional pela Holanda em 26 de março de 2022 em um amistoso contra a Dinamarca.
Em 29 de maio de 2024, Flekken foi convocado para a seleção neerlandesa para a UEFA Euro 2024.

## Títulos

#### MSV Duisburg
- 3. Liga: 2016-17